# Urochroa leucura
El colibrí de Bouguer oriental (Urochroa leucura), también denominado estrella coliblanca o estrella lomiverde (en Ecuador), estrella de dorso verde (en Perú) o colibrí coliverde (en Colombia), es una especie de ave apodiforme de la familia Trochilidae (los colibríes) una de las dos pertenecientes al género Urochroa. Es nativo de regiones andinas del noroeste de América del Sur.

## Distribución y hábitat
Se distribuye a lo largo de la pendiente oriental de la cordillera de los Andes, desde el sur de Colombia (Nariño y Caquetá), por el este de Ecuador y el noreste de Perú (norte de San Martín).
El hábitat d esta especie incluye selvas húmedas montanas y sus bordes y crecimientos secundarios, especialmente cerca de cursos de agua, en altitudes entre 1600 y 2800 m, más numeroso alrededor de los 1800 m; ocasionalmente encontrado en laderas arbustivas en altitudes mucho más bajas, por ejemplo en Perú, es visto solamente entre 800 y 1500 m.

## Descripción
Incluido el pico alcanza una longitud corporal de aproximadamente 13 a 14 cm, con un peso promedio de 8,7 g. La parte superior es de color verde bronce. La garganta y el pecho son azules y el vientre es gris opaco. Las hembras adultas tienen un color ligeramente más apagado que los machos. El pico es largo y recto de color negro. Las aves juveniles se parecen a las adultas, pero tienen flecos de color amarillo-marrón en las plumas de la cabeza.

## Sistemática

### Descripción original
La especie U. leucura fue descrita por primera vez por el ornitólogo estadounidense George Newbold Lawrence en 1864 bajo el mismo nombre científico; su localidad tipo es: «Ecuador».

### Etimología
El nombre genérico femenino «Urochroa» se compone de las palabras del griego «oura» que significa ‘cola’, y «khroa» que significa ‘color’, ‘complexión’; y el nombre de la especie «leucura», se compone de las palabras del griego «leukos» que significa ‘blanco’, y «oura» que significa ‘cola’.

### Taxonomía
La presente especie fue históricamente tratada como una subespecie de Urochroa bougueri, hasta que fue elevada a especie plena por algunos autores con base en significativas diferencias morfológicas y de plumaje. Lo que fue posteriormente seguido por las principales clasificaciones y reconocido en la Propuesta No 775 al Comité de Clasificación de Sudamérica (SACC).
Es monotípica.